# Ріверсайд-Альберт
Ріверсайд-Альберт (англ. Riverside-Albert) — село в Канаді, у провінції Нью-Брансвік, у складі графства Альберт.

## Населення
За даними перепису 2016 року, село нараховувало 350 осіб, показавши скорочення на 0,8%, порівняно з 2011-м роком. Середня густина населення становила 104,5 осіб/км².
З офіційних мов обидвома одночасно володіли 25 жителів, тільки англійською — 280. Усього 5 осіб вважали рідною мовою не одну з офіційних.
Працездатне населення становило 55,9% усього населення, рівень безробіття — 30,3%.
Середній дохід на особу становив $28 282 (медіана $29 355), при цьому для чоловіків — $31 493, а для жінок $25 171 (медіани — $33 408 та $28 000 відповідно).
27,6% мешканців мали закінчену шкільну освіту, не мали закінченої шкільної освіти — 36,2%, 37,9% мали післяшкільну освіту, з яких 9,1% мали диплом бакалавра, або вищий.
| Статево-вікова структура населення | Статево-вікова структура населення | Статево-вікова структура населення | Статево-вікова структура населення | Статево-вікова структура населення |
| ---------------------------------- | ---------------------------------- | ---------------------------------- | ---------------------------------- | ---------------------------------- |
|                                    |                                    |                                    |                                    |                                    |
| Всього                             | Всього                             | 46,4%53,6%                         |                                    |                                    |
| 0 — 14 років                       | 0 — 14 років                       |                                    | 12,7%                              | 12,7%                              |
| 15 — 64 років                      | 15 — 64 років                      |                                    | 57,7%                              | 57,7%                              |
| 65 і більше                        | 65 і більше                        |                                    | 29,6%                              | 29,6%                              |
| 85 і більше                        | 85 і більше                        |                                    | 8,5%                               | 8,5%                               |
| Середній вік (років)               | Середній вік (років)               | 47,751,6                           | 49,8                               | 49,8                               |
| Медіана (років)                    | Медіана (років)                    | 52,454,8                           | 53,5                               | 53,5                               |
| — чоловіки — жінки                 |                                    |                                    |                                    |                                    |

| Походження мешканців:     | Походження мешканців:     | Походження мешканців: | Походження мешканців: | Походження мешканців: |
| ------------------------- | ------------------------- | --------------------- | --------------------- | --------------------- |
| Походження                |                           |                       | осіб                  | %                     |
| Корінні американці        | Корінні американці        |                       | 30                    | 8.82%                 |
| Інше північноамериканське | Інше північноамериканське |                       | 235                   | 69.12%                |
| Європейське               | Європейське               |                       | 240                   | 70.59%                |
| британське                | британське                |                       | 240                   | 70.59%                |

## Клімат
Середня річна температура становить 5,5°C, середня максимальна – 21,2°C, а середня мінімальна – -13,2°C. Середня річна кількість опадів – 1 307 мм.
| Клімат поселення                              | Клімат поселення | Клімат поселення | Клімат поселення | Клімат поселення | Клімат поселення | Клімат поселення | Клімат поселення | Клімат поселення | Клімат поселення | Клімат поселення | Клімат поселення | Клімат поселення | Клімат поселення |
| Показник                                      | Січ.             | Лют.             | Бер.             | Квіт.            | Трав.            | Черв.            | Лип.             | Серп.            | Вер.             | Жовт.            | Лист.            | Груд.            |                  |
| Середній максимум, °C                         | −1,53            | −0,84            | 3,62             | 9,36             | 15,10            | 19,80            | 21,16            | 21,16            | 17,42            | 11,95            | 6,50             | 0,08             |                  |
| Середня температура, °C                       | −7,34            | −6,65            | −2,18            | 3,53             | 9,30             | 13,98            | 17,34            | 17,35            | 13,61            | 8,12             | 2,70             | −3,74            |                  |
| Середній мінімум, °C                          | −13,18           | −12,48           | −8               | −2,28            | 3,48             | 8,16             | 13,53            | 13,53            | 9,80             | 4,32             | −1,12            | −7,55            |                  |
| Норма опадів, мм                              | 120              | 96               | 120              | 106              | 112              | 103              | 94               | 85               | 102              | 112              | 130              | 127              |                  |
| Середньомісячна швидкість вітру, м/с          | 4.62             | 4.54             | 4.62             | 4.47             | 4.07             | 3.68             | 3.36             | 3.28             | 3.59             | 4.06             | 4.36             | 4.68             |                  |
| Середньомісячна сонячна радіація, кДж/м²·день | 5198             | 8600             | 12188            | 15113            | 18211            | 20343            | 20138            | 17713            | 13416            | 8557             | 4963             | 4007             |                  |
| --------------------------------------------- | ---------------- | ---------------- | ---------------- | ---------------- | ---------------- | ---------------- | ---------------- | ---------------- | ---------------- | ---------------- | ---------------- | ---------------- | ---------------- |
| Джерело:                                      |                  |                  |                  |                  |                  |                  |                  |                  |                  |                  |                  |                  |                  |